# Elevador de Santa Luzia
De Elevador de Santa Luzia is een kabeltrein in Viana do Castelo, een stad in het noordwesten van Portugal. De kabeltrein verbindt het treinstation van Viana de Castelo met de Sint-Luciakerk boven op de gelijknamige berg. Op de berg heeft men uitzicht over Viana do Castelo en omgeving.
De trein overbrugt het traject met een lengte van 650 meter en een hoogteverschil van 160 meter in 7 minuten. Het gemiddelde stijgingspercentage is 25%. De kabelspoorweg wordt geëxploiteerd met twee rijtuigen die elk maximaal 20 personen kunnen vervoeren. De voertuigen kunnen elkaar passeren bij een kort passeergedeelte halverwege het traject. Het is de langste kabelspoorweg van Portugal

## Geschiedenis

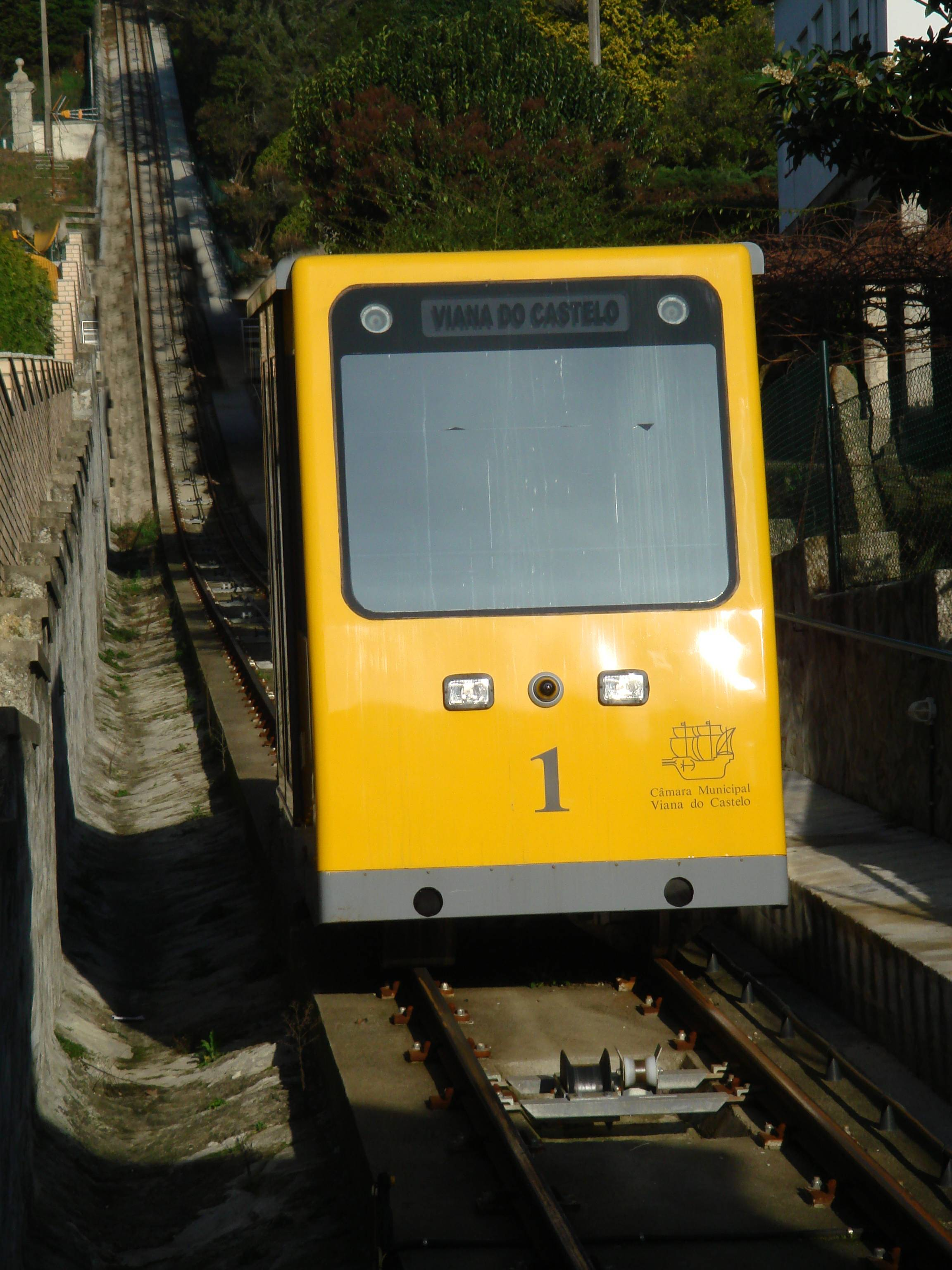
Een wagon van Elevador de Santa Luzia

De kabelspoorweg werd gebouwd op initiatief van de Portugese ondernemer en ingenieur Bernardo Pinto Abrunhosa en werd in gebruik genomen op 2 juli 1923. In 2001 werd de kabeltrein gedeactiveerd vanwege gebreken. In 2005 werd begonnen met de reparatiewerken en op 5 april 2007 werd de kabeltrein heropend.
Het stadsbestuur van Viana do Castelo is verantwoordelijk voor de exploitatie van de kabeltrein.